# Boxe nos Jogos Pan-Americanos
O Boxe nos Jogos Pan-Americanos foi introduzido em 1951, em Buenos Aires, apenas no masculino. O Feminino começou na edição de Guadalajara em 2011.

## Quadro de Medalhas
Atualizado até 2023 (incluindo o Feminino)
| Ordem | País                 | Medalha de ouro | Medalha de prata | Medalha de bronze | Total |
| ----- | -------------------- | --------------- | ---------------- | ----------------- | ----- |
| 1     | Cuba                 | 100             | 22               | 18                | 140   |
| 2     | Estados Unidos       | 37              | 37               | 48                | 122   |
| 3     | Argentina            | 22              | 16               | 30                | 68    |
| 4     | Brasil               | 12              | 27               | 40                | 79    |
| 5     | México               | 9               | 14               | 39                | 62    |
| 6     | Venezuela            | 8               | 15               | 43                | 66    |
| 7     | Canadá               | 8               | 13               | 32                | 53    |
| 8     | Porto Rico           | 7               | 18               | 26                | 51    |
| 10    | República Dominicana | 4               | 16               | 29                | 49    |
| 9     | Colômbia             | 4               | 12               | 17                | 33    |
| 11    | Chile                | 2               | 9                | 9                 | 20    |
| 12    | Equador              | 1               | 6                | 11                | 18    |
| 13    | Uruguai              | 1               | 1                | 7                 | 9     |
| 14    | Jamaica              | 0               | 2                | 10                | 12    |
| 15    | Panamá               | 0               | 2                | 3                 | 5     |
| 16    | Peru                 | 0               | 2                | 2                 | 4     |
| 17    | Guiana               | 0               | 1                | 7                 | 8     |
| 17    | Trinidad e Tobago    | 0               | 1                | 3                 | 4     |
| 19    | Bahamas              | 0               | 1                | 0                 | 1     |
| 20    | Nicarágua            | 0               | 0                | 4                 | 4     |
| 20    | El Salvador          | 0               | 0                | 2                 | 2     |
| 21    | Guatemala            | 0               | 0                | 2                 | 2     |
| 21    | Barbados             | 0               | 0                | 1                 | 1     |
| 21    | Honduras             | 0               | 0                | 1                 | 1     |
| 21    | Costa Rica           | 0               | 0                | 1                 | 1     |
| 21    | Antígua e Barbuda    | 0               | 0                | 1                 | 1     |
| 21    | Haiti                | 0               | 0                | 1                 | 1     |
| Total | Total                | 208             | 205              | 387               | 800   |

## Ligações Externas
- Sports123